# Infrastrukturfonds
Infrastrukturfonds sind im Finanzwesen Investmentfonds meist in der Form eines geschlossenen Fonds, der das eingesammelte Fondskapital der Anleger in Infrastrukturprojekte investiert.

## Allgemeines
Traditionell wird die Bereitstellung von Infrastrukturen als vorwiegend öffentliche Aufgabe angesehen, wobei knappe Staatshaushalte zu Finanzierungsrisiken führten. Die meist dem Gemeinwohl dienende Infrastruktur ist sehr kapitalintensiv, so dass bei deren Errichtung ein hoher Kapitalbedarf entsteht. Dessen Finanzierung kann unter anderem auch durch Infrastrukturfonds gedeckt werden. Wie bei allen Investmentfonds wird das gesammelte Fondskapital durch Investmentzertifikate verbrieft. Gemessen am Handelsvolumen stellen nicht börsennotierte Infrastrukturfonds den größten Teil des Marktes für indirekte Eigenkapitalinvestitionen in Infrastruktur dar.
Eine der Pioniere ist die australische Investmentbank Macquarie, die seit 1994 Infrastrukturfonds anbietet. Infrastrukturfonds sind in der Regel als geschlossene Fonds organisiert und verfügen über einen Fondsverwalter, der üblicherweise am Erfolg des Fonds beteiligt ist (Carried Interest).

## Infrastrukturobjekte
Die für Infrastrukturfonds in Frage kommende Infrastruktur kann wie folgt gegliedert werden:
| Infrastruktur         | Wirtschaftszweig                                              | Beispiele                                                                                           |
| --------------------- | ------------------------------------------------------------- | --------------------------------------------------------------------------------------------------- |
| Verkehrsinfrastruktur | Landverkehr Sonstiges: Wasserverkehr Luftverkehr              | Wasserwege, Mautstraßen, Brücken, Tunnel Parkhäuser, Personennahverkehr Wasserwege, Häfen Flughäfen |
| Energiewirtschaft     | Energieerzeugung, Energietransport                            | Energienetze, Abfallwirtschaft, Kanalisation, Rohrleitungstransport, Wasserversorgung               |
| Kommunikation         | Kommunikationsnetze                                           | Kabelnetze, Mobilfunknetze, Telefonnetze                                                            |
| soziale Infrastruktur | Bildung Gesundheitswesen Justizvollzug Kultur Wohnen/Freizeit | Schulen Krankenhäuser Gefängnisse kulturelle Einrichtungen Sozialwohnungen, Sportanlagen            |

Ein Infrastrukturfonds kann sich entscheiden, ob er sein Sondervermögen nur in einem Sektor investiert oder in mehreren der aufgelisteten Sektoren.

## Arten
Entweder übernimmt der Fonds die Projektfinanzierung (englisch greenfield, primary) und/oder die Finanzierung bestehender Infrastrukturanlagen (englisch brownfield, secondary).

## Rechtsgrundlagen
Im Kapitalanlagegesetzbuch (KAGB) werden die Infrastrukturfonds den Immobilienfonds gemäß § 260a KAGB gleichgestellt; die Vorschriften sind entsprechend anwendbar. Das bedeutet, dass gesetzlich auch offene Infrastrukturfonds möglich sind.
Das zulässige Sondervermögen darf nach abschließender Aufzählung gemäß § 260b KAGB Kapitalbeteiligungen an Infrastruktur-Projektgesellschaften, Immobilien, Wertpapiere, Geldmarktpapiere, Bankguthaben, bestimmte Investmentzertifikate und Derivate als Sicherungsgeschäfte enthalten. In dieser Vorschrift werden zwecks Risikodiversifizierung zahlreiche Anlagegrenzen erwähnt. So dürfen Beteiligungen an Infrastruktur-Projektgesellschaften 80 Prozent des gesamten Sondervermögens nicht überschreiten, wobei nicht mehr als 10 Prozent in einer einzigen Projektgesellschaft angelegt sein dürfen (§ 260b Abs. 2 KAGB). Die Rücknahme von Investmentzertifikaten darf nur zu bestimmten Rücknahmeterminen, jedoch höchstens einmal halbjährlich und mindestens einmal jährlich erfolgen (§ 260c KAGB).

## Risiko
Anleger in Infrastrukturfonds müssen risikofreudig sein (Risikoklasse), denn die Anlageklasse dieser Fonds ist mit einem hohen Finanzrisiko verbunden. Allerdings dürfen Versicherer oder Pensionskassen ihr Sicherungsvermögen in Infrastrukturfonds anlegen (§ 2 Abs. 1 Nr. 13a Anlageverordnung).
Als Anleger treten deshalb überwiegend institutionelle Anleger auf, es gibt jedoch auch Fonds, die sich an Privatanleger richten. Daneben beteiligen sich aber auch größere Finanzinvestoren direkt an großen Infrastrukturobjekten, insbesondere Versicherungen (z. B. Allianz oder MEAG), Pensionsfonds oder Staatsfonds.